# Concejo Regional Menashe
Menashe (Hebreo: מנשה) es un Concejo Regional en el sudeste del Distrito de Haifa en Israel, cerca de la ciudad de Hadera. 

## Listado de asentamientos
Este concejo regional ofrece servicios municipales a las 30 comunidades que se encuentran dentro de su territorio:

### Aldeas árabes
- Al-Arian (Aldea árabe)
- Meiser (Aldea árabe)
- Umm Al-Qutuf (Aldea árabe)

### Aldeas judías
- Alonei Yitzhak (Aldea juvenil)
- Katzir (Aldea judía)
- Mitzpe Ilan (Aldea judía)

### Hospitales
- Shaar Menashe (Hospital psiquiátrico)

### Kibutz
- Barkai (kibutz)
- Ein Shemer (kibutz)
- Gan Shmuel (kibutz)
- Kfar Glikson (kibutz)
- Lahavot Haviva (kibutz)
- Magal (kibutz)
- Ma'anit (kibutz)
- Metzer (kibutz)
- Mishmarot (kibutz)
- Regavim (kibutz)

### Moshavim
- Ein Iron (moshav)
- Gan HaShomron (moshav)
- Maor (moshav)
- Mei Ami (moshav)
- Sde Yitzhak (moshav)
- Talmei Elazar (moshav)